# Eando Binder
Eando Binder è lo pseudonimo usato dai due fratelli Earl Andrew Binder (Harkau, 4 ottobre 1904 – 13 ottobre 1966) e 
Otto Oscar Binder (Bessemer, 26 agosto 1911 – Chestertown, 13 ottobre 1974) per i loro libri. Earl e Otto hanno assunto anche altri pseudonimi, come John Coleridge e Francis Turek.

## Biografia
I due fratelli, di famiglia ungherese emigrata negli Stati Uniti, sono divenuti famosi per i loro racconti di fantascienza con protagonista il robot Adam Link. I racconti furono stampati nel 1965 in un'antologia dal titolo Adam Link Robot, che si apre con il loro racconto più famoso: Io, robot, titolo che verrà usato anche per l'omonima antologia di racconti di Isaac Asimov.
Va comunque precisato che dal 1940 in poi, dopo cioè la serie di Adam Link, Earl abbandona la narrativa, lasciando il solo Otto a scrivere con il nome di Eando Binder.

## Opere
- Lords of Creation (1949)
- Secret of the Red Spot
- Adam Link Robot (1965) [antologia]
- Anton York - Immortal (1965) [antologia]
- Menace of the Saucers (1969)
- Five Steps to Tomorrow
- The Cancer Machine
- Enslaved Brains
- Night of the Saucers (1971)
- Puzzle of the Space Pyramids (1971)
- The Double Man
- The Impossible World
- The Mind from Outer Space
- Get Off My World (1971)
- The Three Eternals
- Where Eternity Ends

### Antologie
- In un cimitero, racconto del volume antologico Storie di vampiri (2003)